# Chondrostoma
Chondrostoma is een geslacht van straalvinnige vissen uit de familie van eigenlijke karpers (Cyprinidae).

## Soorten
- Chondrostoma angorense Elvira, 1987
- Chondrostoma beysehirense Bogutskaya, 1997
- Chondrostoma ceyhanense Küçük, Turan, Güçlü, Mutlu & Çiftci, 2017
- Chondrostoma colchicum Derjugin, 1899
- Chondrostoma cyri Kessler, 1877
- Chondrostoma esmaeilii Eagderi, Jouladeh-Roudbar, Birecikligil, Çiçek & Coad, 2017
- Chondrostoma fahirae (Ladiges, 1960)
- Chondrostoma holmwoodii (Boulenger, 1896)
- Chondrostoma kinzelbachi Krupp, 1985
- Chondrostoma knerii Heckel, 1843
- Chondrostoma kubanicum Berg, 1914
- Chondrostoma meandrense Elvira, 1987
- Chondrostoma nasus (Linnaeus, 1758) – Sneep
- Chondrostoma orientale Bianco & Bănărescu, 1982
- Chondrostoma oxyrhynchum Kessler, 1877
- Chondrostoma phoxinus Heckel, 1843
- Chondrostoma prespense Karaman, 1924
- Chondrostoma regium (Heckel, 1843)
- Chondrostoma scodrense Elvira, 1987
- Chondrostoma soetta Bonaparte, 1840
- Chondrostoma toros Küçük, Turan, Güçlü, Mutlu & Çiftci, 2017
- Chondrostoma vardarense Karaman, 1928
- Chondrostoma variabile Yakovlev, 1870